# 譚延美
譚 延美（たん えんび、921年 - 1003年）は、五代後周から北宋にかけての武将。本貫は魏州朝城県。

## 経歴
若い頃は素行が悪く、澶州・相州の間を往来して反乱者となり、郷里を荒らし回った。後周の柴栄（後の世宗）が澶淵に駐屯すると、徴募に応じて幕下に入った。顕徳元年（954年）、世宗が即位すると、殿前散都頭に任じられた。世宗の南唐に対する遠征に従軍して、功績により控鶴軍副指揮使となった。顕徳6年（959年）、世宗の北征に従軍した。趙匡胤が禁兵を領知すると、延美は牙隊を監督した。
宋の建隆元年（960年）、控鶴指揮使に任じられた。しばらくして都虞候・馬歩副都軍頭に転じた。乾徳元年（963年）、湖南に対する遠征に従軍し、解暉とともに行営戦棹都指揮使を分領した。汪端が朗州に進攻してくると、延美は慕容延釗の命を受けて朗州におもむき、汪端を撃破して捕らえた。鉄騎副指揮使となり、睦州刺史を兼ねた。内殿直都知に累進した。
太平興国元年（976年）、蘄州刺史となった。廬州・寿州・濠州・光州の軍巡検使を歴任し、反乱の討捕にあたった。太平興国6年（981年）、知威虜軍に転じた。雍熙3年（986年）、契丹に対する北伐がおこなわれると、延美は幽州西面行営都監となり、田重進とともに飛狐の北に進出した。契丹軍と遭遇すると、延美は麾下の騎兵を直進させて先に攻めかけた。宋軍の本隊が後詰めに到着すると、契丹軍を撃破した。500人を斬首し、契丹の将の大鵬翼を捕らえた。功績により澶州防禦使に抜擢された。雍熙4年（987年）、亳州防禦使に転じ、鎮州鈐轄として出向した。
端拱元年（988年）、知寧遠軍に転じた。あるとき、契丹軍が城下に迫ったが、延美は開門したままにしておくと、契丹軍はあえて入ろうとしなかった。契丹軍が城を包囲すること数日、城門は開門されたままで、普段のように民が荷物を運び出していたので、契丹軍は罠を疑って、ついに退却した。端拱2年（989年）、邕州観察使・亳州通判に進み、代州知州を兼ねた。後に潞州知州・陝州知州・涇州知州を歴任した。咸平4年（1001年）、左領軍衛上将軍として致仕した。咸平6年（1003年）、死去した。享年は83。建武軍節度使の位を追贈された。
子の譚継倫は崇儀副使となった。

## 伝記資料
- 『宋史』巻275 列伝第34